# Marumba quercus
The Oak Hawk-moth (Marumba quercus) là một loài bướm đêm thuộc họ Sphingidae. Nó được tìm thấy ở Nam Âu, Bắc Phi, Cận Đông và Mesopotamia.
Sải cánh dài 85–125 mm.
Ấu trùng ăn các loài sồi species, primarily with dry leaves such as Cork Oak và Holm Oak.

## Hình ảnh

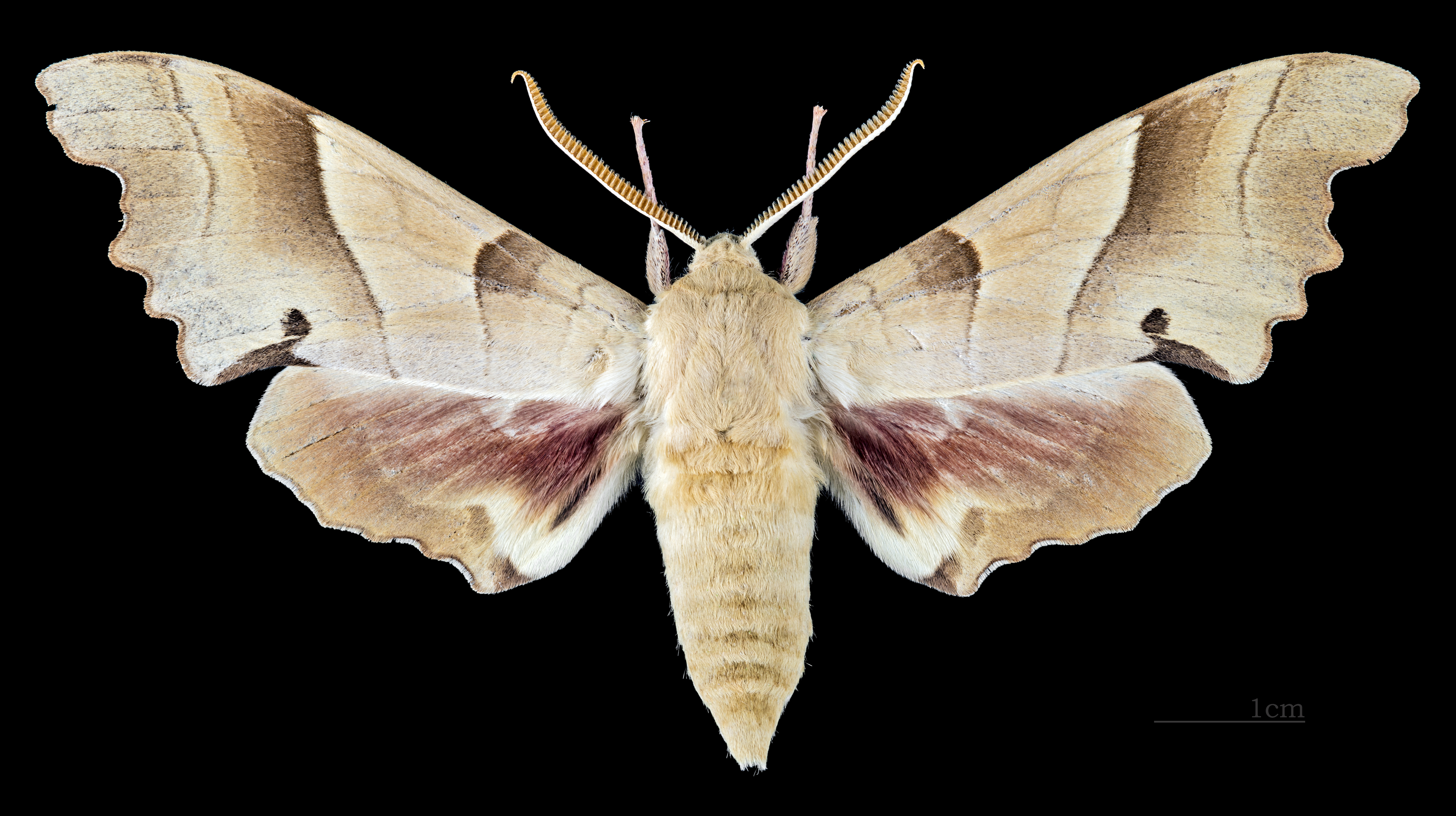
♂
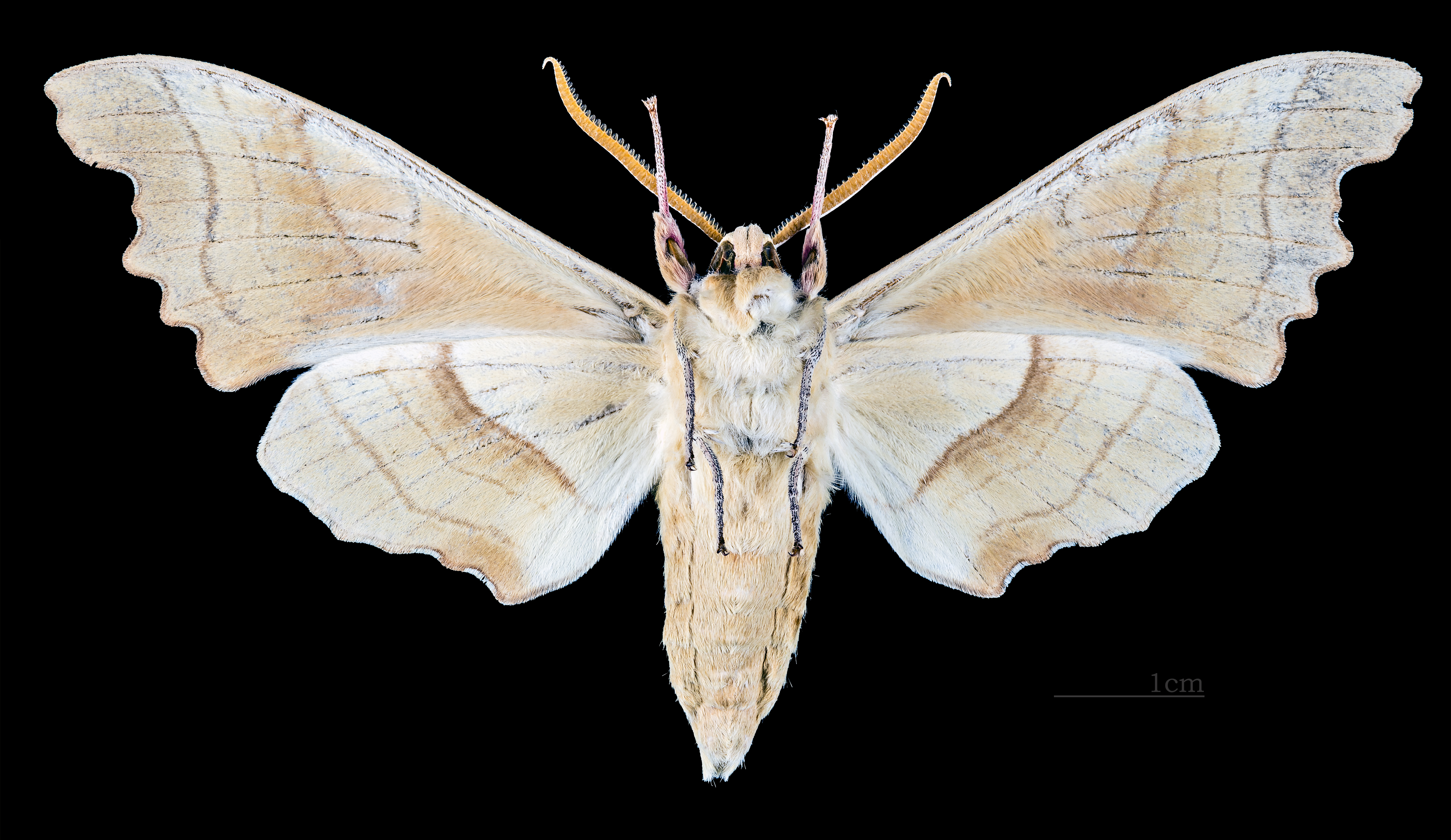
♂ △
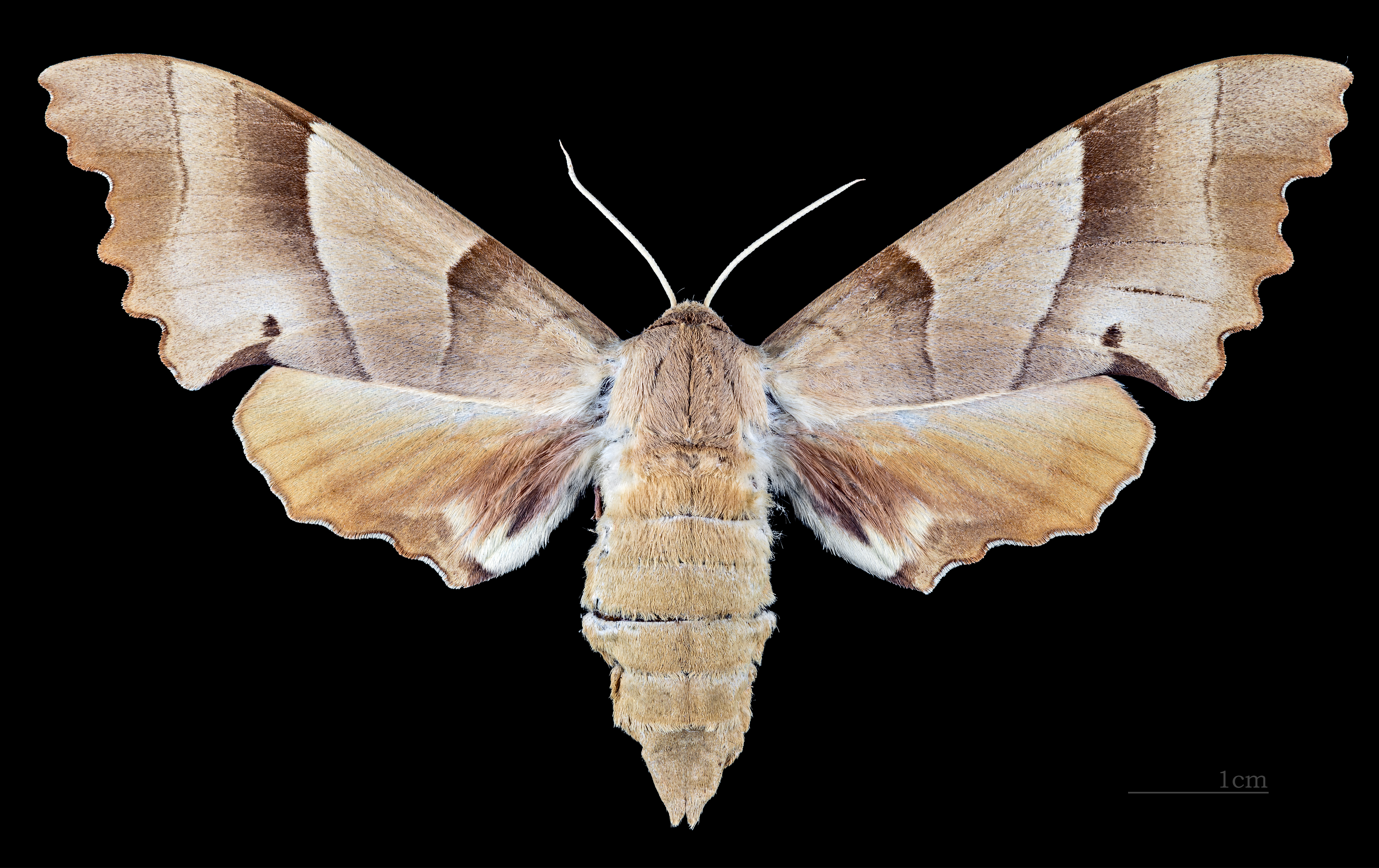
♀
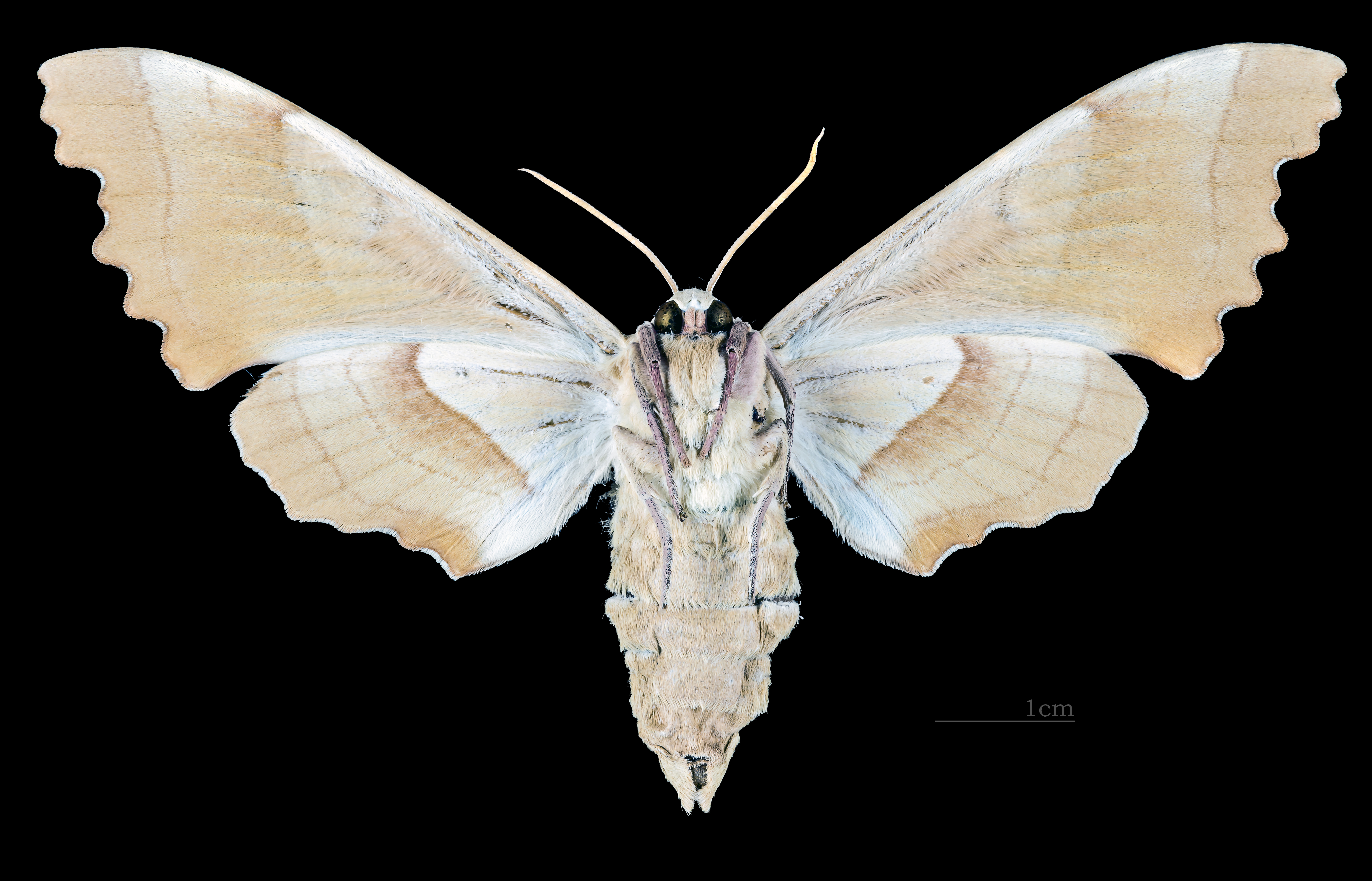
♀ △

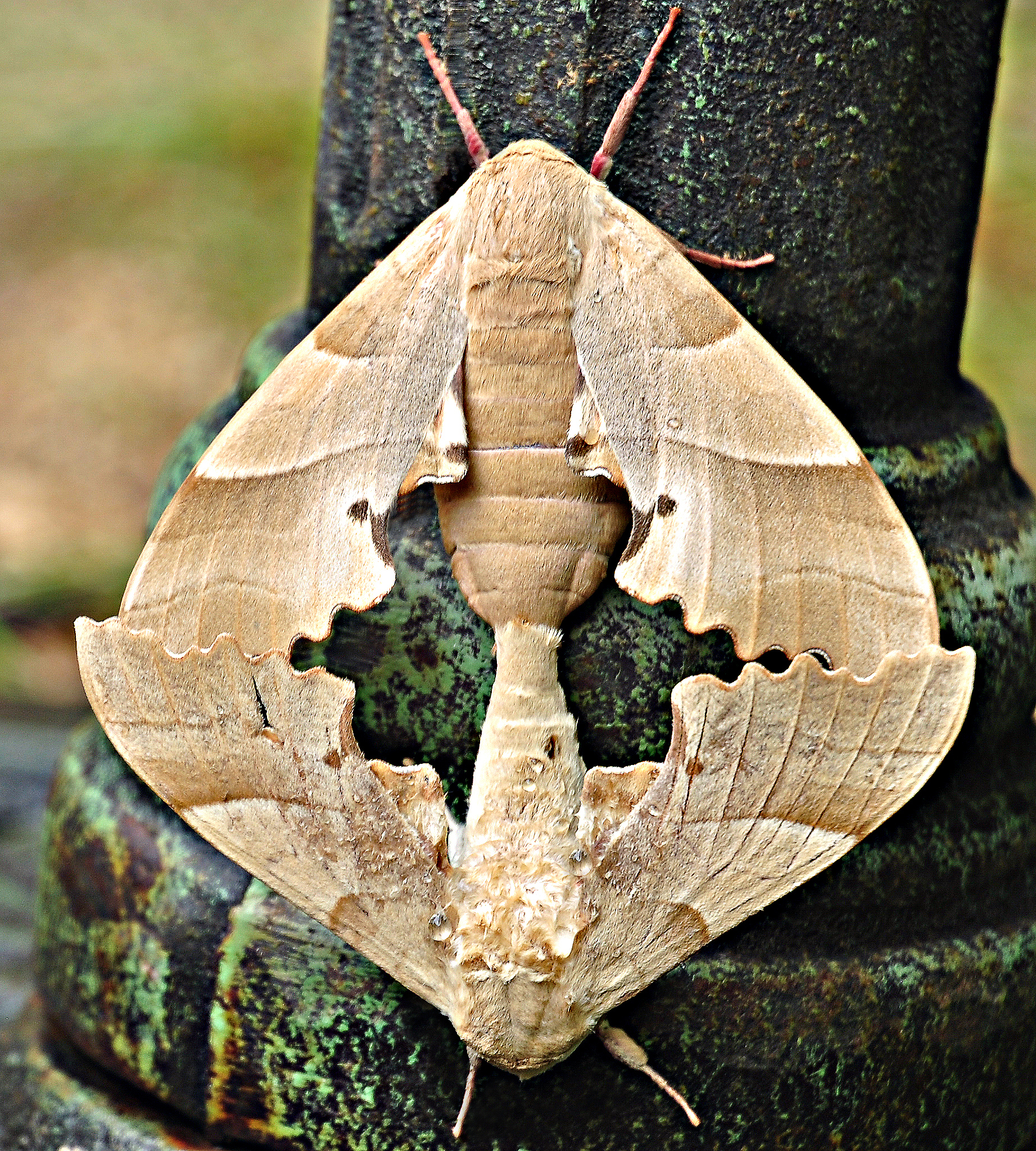
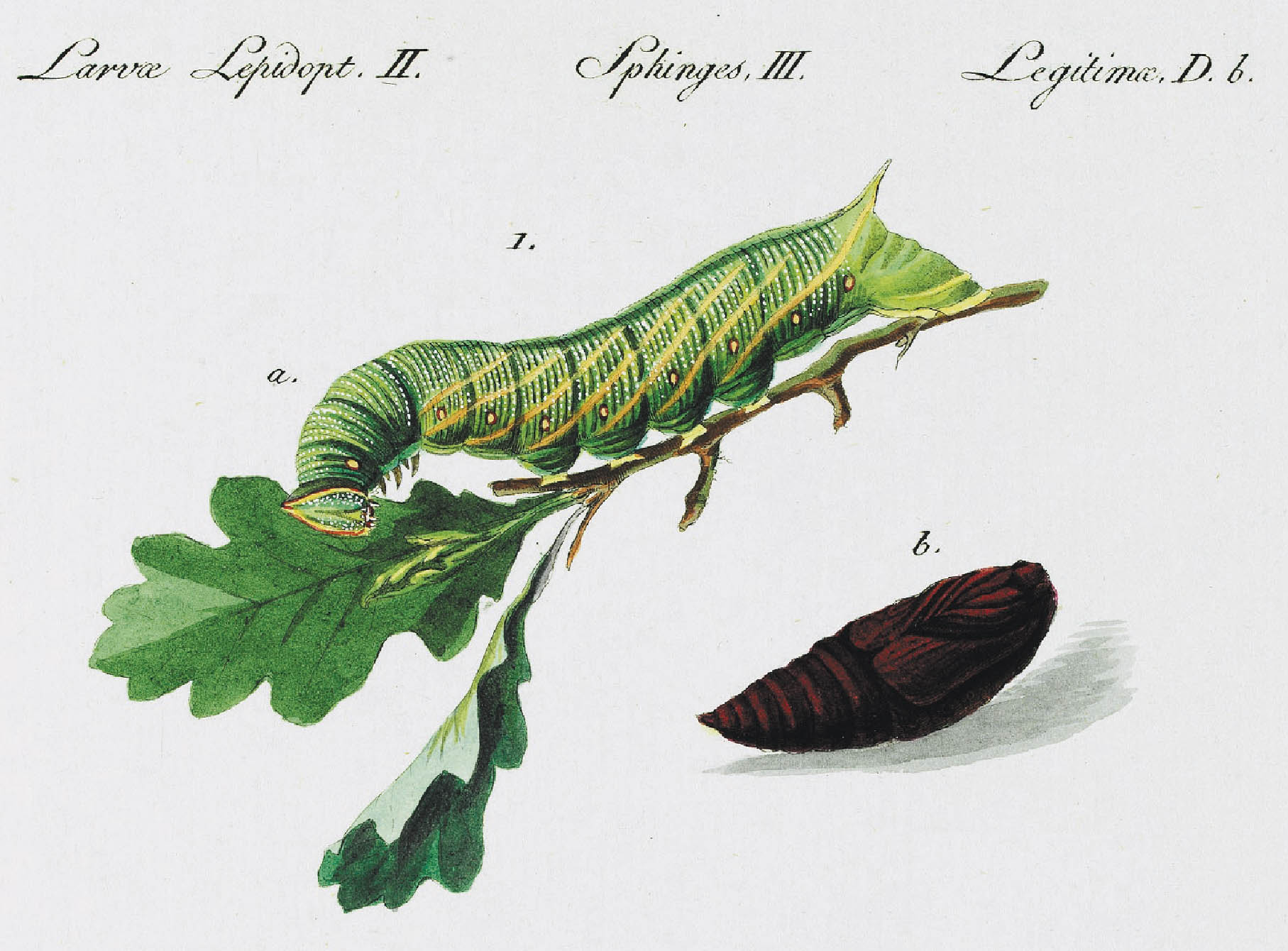
Hình minh họa of the caterpillar và pupa
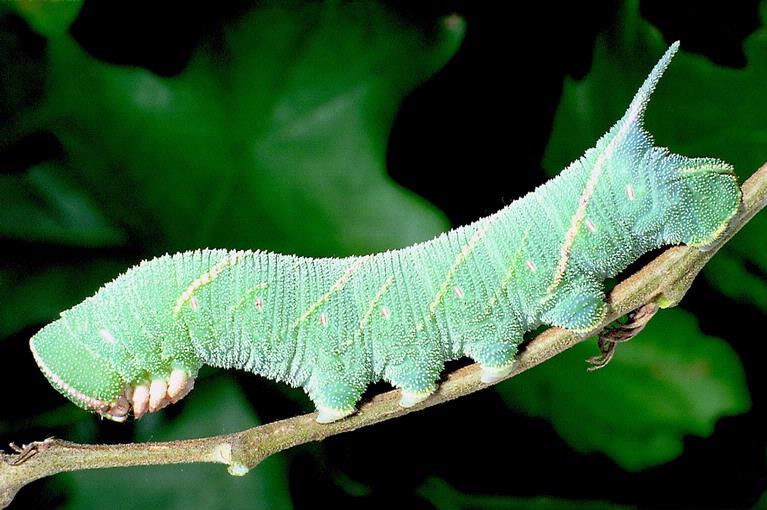
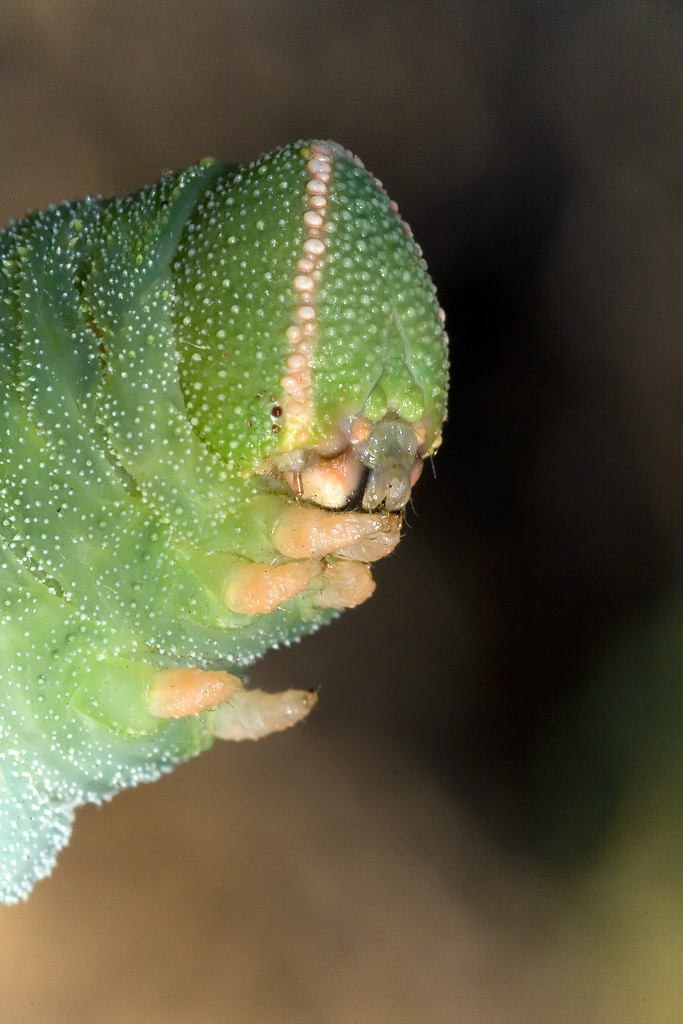
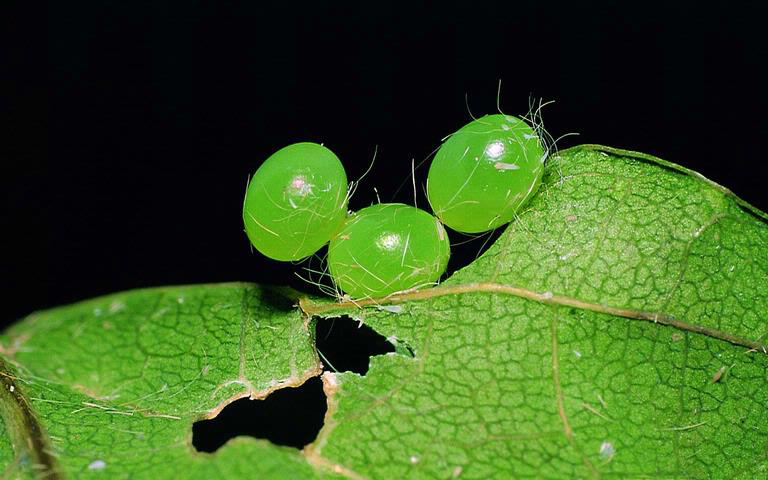
Eggs